# OR4X1
OR4X1 (англ. Olfactory receptor family 4 subfamily X member 1 (gene/pseudogene)) – білок, який кодується однойменним геном, розташованим у людей на короткому плечі 11-ї хромосоми. Довжина поліпептидного ланцюга білка становить 305 амінокислот, а молекулярна маса — 34 222.
| 10         |  | 20         |  | 30         |  | 40         |  | 50         |
| ---------- |  | ---------- |  | ---------- |  | ---------- |  | ---------- |
| MVATNNVTEI |  | IFVGFSQNWS |  | EQRVISVMFL |  | LMYTAVVLGN |  | GLIVVTILAS |
| KVLTSPMYFF |  | LSYLSFVEIC |  | YCSVMAPKLI |  | FDSFIKRKVI |  | SLKGCLTQMF |
| SLHFFGGTEA |  | FLLMVMAYDR |  | YVAICKPLHY |  | MAIMNQRMCG |  | LLVRIAWGGG |
| LLHSVGQTFL |  | IFQLPFCGPN |  | IMDHYFCDVH |  | PVLELACADT |  | FFISLLIITN |
| GGSISVVSFF |  | VLMASYLIIL |  | HFLRSHNLEG |  | QHKALSTCAS |  | HVTVVDLFFI |
| PCSLVYIRPC |  | VTLPADKIVA |  | VFYTVVTPLL |  | NPVIYSFRNA |  | EVKNAMRRFI |
| GGKVI      |  |            |  |            |  |            |  |            |

A: Аланін

C: Цистеїн

D: Аспарагінова кислота

E: Глутамінова кислота

F: Фенілаланін

G: Гліцин

H: Гістидин

I: Ізолейцин

K: Лізин

L: Лейцин

M: Метіонін

N: Аспарагін

P: Пролін

Q: Глутамін

R: Аргінін

S: Серин

T: Треонін

V: Валін

W: Триптофан

Кодований геном білок за функціями належить до рецепторів, g-білокспряжених рецепторів, білків внутрішньоклітинного сигналінгу. 
Локалізований у клітинній мембрані, мембрані.